# Gutleuthausbach
Der Gutleuthausbach ist ein Bach in Tübingen, der am Berliner Ring entspringt und parallel zum Nordring südwärts durch die Täglesklinge zur Ammer fließt. Durch sein Tal wurde ein Abschnitt des 1961 fertiggestellten Nordrings geführt, aus diesem Grund ist er jetzt fast auf seiner ganzen Länge kanalisiert.

## Name
Der Bach ist nach dem früheren Gutleuthaus, dem heutigen Pauline-Krone-Heim, benannt, das seit dem Mittelalter jahrhundertelang vor den Toren der Stadt als Siechen- und Armenspital genutzt wurde.

## Geographie

### Verlauf
Der Gutleuthausbach entsteht am Südrand des Berliner Rings in Tübingen auf einer Höhe von etwa 455 m ü. NHN. Er fließt lediglich auf dem ca. 250 m langen oberen Abschnitt einigermaßen natürlich. Sein Tal ist nördlich des Sandwegs durch ein großes Fließgefälle und durch natürliche Abstürze charakterisiert. Durch das anstehende Felsgestein wird die weitere Erosion im Sohlbereich vermindert bzw. verhindert. An den Uferböschungen finden aber weiterhin lokale Auswaschungen statt. Auf dem restlichen Abschnitt – unterhalb des Hochwasserdamms – ist der Bach unterirdisch kanalisiert.
Auf dem ersten Drittel seines Laufes fließt er nach Südosten und unterquert dabei den Tübinger Nordring. An dem als Vorfluter fungierenden Bach gibt es auf Höhe der Einmündung des Sandwegs in den hier als Talstraße laufenden Nordring ein Hochwasserrückhaltebecken. Im Zuge einer vertieften Sicherheitsüberprüfung wurde 2013 festgestellt, dass der Betriebsraum des Beckens nicht optimal ausgenützt wird. Wegen des großen Abflusses käme es selbst bei einem Jahrhunderthochwasser zu nur 65 % Füllung. Weiterhin wies die Anlage Sicherheitsdefizite auf.
Unterhalb des Rückhaltebeckens folgt die Trasse des Nordrings dem sich nach Süden wendenden Tal, in welchem der Gutleuthausbach unterirdisch fließt. Nach der Kreuzung mit der Wilhelmstraße läuft der Bach noch ein Stück weiter südlich und verdolt unter der Köstlinstraße.
Nach seinem etwa 1,6 km langen Lauf mit einem starken mittleren Sohlgefälle von etwa 82 ‰ mündet der Gutleuthausbach etwa 135 Höhenmeter unterhalb seiner Quelle an der Brücke der Köstlinstraße gegenüber dem Österberg auf etwa 320 m ü. NHN von links in die untere Ammer.

### Einzugsgebiet
Der Bach hat ein Einzugsgebiet von 1,7 km², dessen höchster Punkt zwischen Heuberg und Waldhausen auf etwa 491 m ü. NHN ganz im Norden liegt. Naturräumlich ist es ein Teil der Tübinger Stufenrandbucht, die zum Schönbuch gerechnet wird.
An seiner Nord- und Ostseite konkurriert der bedeutendere Goldersbach zur Ammer, an seiner Westseite erst kurz der Öhler über den Käsenbach, dann der Iglersbach ebenfalls zur Ammer.

## Geologie
Der Bach entspringt eben noch in der Psilonotenton-Formation des Unterjuras, läuft aber weit überwiegend im Keuper, nur kurz im Räthsandstein (Exter-Formation) des Oberkeupers, danach im Mittelkeuper länger im Knollenmergel (Trossingen-Formation), am längsten im Stubensandstein (Löwenstein-Formation). Danach hat er sich bis an den Auenrand der Ammer hinab durch die tieferen Mittelkeuperschichten bis zuletzt zum Gipskeuper (Grabfeld-Formation) eingegraben. Er mündet im holozänen Auenlehmband um die Ammer. Ganz im Norden liegt über dem Psilonotenton noch Angulatensandstein-Formation, darüber ist am Nordwesteck des Einzugsgebietes noch Lösssediment aus dem Quartär in einer Schichtinsel abgelagert, eine kleinere solche auch auf der rechten Talflanke neben dem Unterlauf auf Stubensandstein.

## Geschichte
Die Quelle für den Brunnen des Gutleuthauses Tübingen lag im 19. Jahrhundert auf Lustnauer Markung, wodurch es zu Streitigkeiten zwischen Tübingen und Lustnau kam.
Im 19. Jahrhundert fand Karl Eduard Paulus dort eine Holzwespen-Schlupfwespe (Rhyssa persuasoria L.).

### LUBW
Amtliche Online-Gewässerkarte mit passendem Ausschnitt und den hier benutzten Layern: Lauf und Einzugsgebiet des Gutleuthausbachs

Allgemeiner Einstieg ohne Voreinstellungen und Layer: Daten- und Kartendienst der Landesanstalt für Umwelt Baden-Württemberg (LUBW) (Hinweise)
1. 1 2  Höhe nach dem Höhenlinienbild auf dem Hintergrundlayer Topographische Karte.
2. ↑  Länge nach dem Layer Gewässernetz (AWGN).
3. ↑  Einzugsgebiet nach dem Layer Basiseinzugsgebiet (AWGN).

### Andere Belege
1. ↑  Paul Löffler: Das Gutleuthaus zu Tübingen. In: Tübinger Blätter, 25, 1934, S. 28–32
2. 1 2  Entwässerungskonzeption. (Memento des Originals vom 24. November 2015 im Internet Archive)  Info: Der Archivlink wurde automatisch eingesetzt und noch nicht geprüft. Bitte prüfe Original- und Archivlink gemäß Anleitung und entferne dann diesen Hinweis. (PDF; 2 MB)
3. ↑  Sandweg im amtlichen Stadtplan der Universitätsstadt Tübingen.
4. ↑  Friedrich Huttenlocher, Hansjörg Dongus: Geographische Landesaufnahme: Die naturräumlichen Einheiten auf Blatt 170 Stuttgart. Bundesanstalt für Landeskunde, Bad Godesberg 1949, überarbeitet 1967. → Online-Karte (PDF; 4,0 MB)
5. ↑  Geologie nach den Layern zu Geologische Karte 1:50.000 auf: Mapserver des Landesamtes für Geologie, Rohstoffe und Bergbau (LGRB) (Hinweise)
6. ↑  Registratur von 1857. (Memento des Originals vom 24. November 2015 im Internet Archive; PDF)  Info: Der Archivlink wurde automatisch eingesetzt und noch nicht geprüft. Bitte prüfe Original- und Archivlink gemäß Anleitung und entferne dann diesen Hinweis.
7. ↑  Karl Eduard Paulus: Beschreibung des Oberamts Tübingen. H. Lindemann, 1867, S. 60.